# Cronologia vieții lui Nicolae Grigorescu
- Acest articol dezvoltă o secțiune Cronologie a articolului principal, Nicolae Grigorescu.

Nicolae Grigorescu (n. 15 mai 1838, Pitaru, județul Dâmbovița — d. 21 iulie 1907, Câmpina) este primul dintre fondatorii picturii române moderne, urmat de Ion Andreescu și Ștefan Luchian. Nicolae Grigorescu a devenit un simbol pentru tinerele generații de artiști care, în primele decenii ale secolului al XX-lea, căutau să identifice și să aducă la lumină valorile spiritualității românești.
„Viața lui Grigorescu o povestesc operele lui. O viața simplă, tăcută, ordonată. Puternică. Închinată toată artei lui. În afară de artă nimic nu exista pentru el. Acolo și-a pus adânca lui iubire de natură, de podoabele și tainele ei, minunate pretutindeni, dar mai ales țara și în făptura neamului lui; acolo iubirea de bine, de adevăr și de frumos...
Grigorescu era făcut pentru a vedea înlăuntrul lucrurilor. Tăcut, pururea gânditor, neliniștit, având nu numai pasiunea de a observa, dar și darul de a vedea, omul acesta era cu neputință să se mulțumească numai cu ce spun formele la suprafață. Toată adâncimea acestui suflet meditativ își cerea în afară proporția de adâncime, în bătaia privirii, pe care o arunca asupra lucrurilor. El nu era un trecător grăbit în lumea aceasta, pe care a căutat s-o vadă, fără să fie văzut. Un lucrător grăbit — da. Grăbit să scuture cât mai multă viață și cât mai mult înțeles din spăimântătoarea fugă a clipelor lui. Să vadă repede, și repede să spuie ce-a văzut. Toată viața lui era în ochi. Acolo ardea flacăra sufletului lui. În ochi și în mâini, care nu erau decât o continuare a ochilor. O imperioasă nevoie de a-și exprima prin linii impresiile lui. El cugeta în linii. Acasă, pe drum, în primblările lui prin țară, ca și în călătoriile lui în străinătate, își însemna ce vedea, repede, cu iuțeala mișcărilor instinctive. Chiar și când era bolnav și nevoit să stea în pat, simțea în mână neastâmpărul, trebuința de a crea... Zăbovea o muscă la o picătură de sirop de pe mesița lui de marmură, în două minute de poză, musca era pe hârtie, aidoma gata să zboare.
Toate clipele de veghere le trăia în arta lui. De aci ușurința, libertatea, verva extraordinară a facturii lui. În arderea aceasta neîntreruptă a focului sacru e taina puterii unui artist. El n-a lăsat o clipă să se treacă focul pe care i l-a încredințat Dumnezeu. Și de aceea, tot ce-a vrut a făcut. Toate tainele i s-au deschis. Priviți peisajele lui. Nu mai e pictură. E o fereastră deschisă larg în lumina de-afară. Copacii își tremură frunza-n aer, norii se mișcă încet, ca niște corăbii fără vânt, pe marea lor albastră, de un albastru de vis, iarba, încropită de soare, aburește, parcă te cheamă la odihnă; te duci cu gândul acolo, trăiești acolo. Tot înțelesul artei stă în vraja aceasta. Se uită unii de aproape, să-i vadă meșteșugul. Un muzicant care ar vrea să controleze pe ce note cântă privighetoarea! Dar Grigorescu n-are nici un meșteșug. Natura însăși creează prin el. Natura a vrut să vadă cum sunt lucrurile ei în pictură: avea nevoie de un suflet curat și sincer, care să i le arate în adevărata lor lumină , și-a însărcinat cu aceasta pe Grigorescu. L-a ales pe el, pe copilul acesta bun, care spunea unui critic de artă ce-l tot întreba de tehnică, de procedeuri, de secrete: „Nici un secret, dragă domnule. Privesc lucrul cu ochii mei, și caut să-l fac așa cum îl văd.” Multe lucruri bune dau cărțile; sinceritate însă nu pot să-ți dea, și aceasta-i mai scumpă decât toate învățăturile”.[A]
---- Alexandru Vlahuță: Pictorul Nicolae Grigorescu, Editura Casa Școalelor, București, 1910

## Cronologie
- 1838 -- s-a născut pictorul Nicolae Grigorescu „... în satul Pitaru,[1] din județul Dâmbovița, în ziua de 15 mai 1838, într-o casă fără noroc, plină de griji, unde sosirea acestui al șaselea copil de bună seamă că n-o fi fost vreo bucurie”.[2] El al fost cel de al șaselea copil din cei șapte pe care familia s-a străduit cu greu să-i întrețină.[1] Dintre cei șapte copii ai lui Ion Grigorescu există date documentare doar pentru patru: Nicolae pictorul, Gheorghe zugravul de biserici, Elena croitoreasă și Maria cea mai vârstnică dintre ei.[3]

- 1843 -- a murit Ion Grigorescu tatăl pictorului,[2] iar soția acestuia, Ruxandra s-a mutat împreună cu cei șapte copii în casa unei mătușe, în mahalaua Cărămidarilor din București.[2] Din această perioadă au datat cele dintîi amintiri ale lui Nicolae Grigorescu pe care i le-a relatat biografului și prietenului său Alexandru Vlahuță:[4]

„Cu acul ne-a crescut biata mama. Și o dată n-am auzit-o plângându-se, ori blestemând, ori spunând vreo vorbă rea... De dimineață până în noapte muncea și ne îngrijea s-avem de toate. Surorile începeau să coasă și ele. Un frate mai mare intrase ucenic la un unchi al mamei, zugrav de biserici... Se vede că era în neamul nostru, că mult îmi mai plăceau și mie icoanele când eram mic...”
---- Alexandru Vlahuță: Pictorul Nicolae Grigorescu, Editura Tineretului, București, 1969, pag. 10
- 1848 -- a intrat ca ucenic la atelierul unui iconar.[5] George Oprescu a stabilit că primul profesor al pictorului a fost Anton Chladek.[4]
- 1849 -- s-a desfășurat Revoluția de la 1848 din Principatele Române. O dată cu eșecul acesteia, grupul de pictori revoluționari - Ion Negulici, Constantin Daniel Rosenthal și Barbu Iscovescu, a plecat în exil.[4]
- 1850 -- a plecat de la atelierul iconarului și a început să facă singur iconițe pe care le vindea la obor:[5]

„Doamne, cu ce bucurie am venit eu acasă după cea dintâi afacere a mea! Făcusem vreo zece sorcoveți și când i-am pus mamei în mână, s-a uitat la bani, apoi la mine, și m-a întrebat îngrijată de unde-s -- că eu lucrasem pe ascuns icoanele. Când i-am spus, m-a sărutat, a dat să zică ceva s-a întors repede cu fața spre fereastră, că-i venea să plângă. Aceea a fost, poate, cea mai fericită zi din viața mea...
---- Alexandru Vlahuță: Pictorul Nicolae Grigorescu, Editura Tineretului, București, 1969, pag. 10
Theodor Aman a plecat la Paris pentru a-și completa studiile artistice. În acest an s-a născut, în București sau în împrejurimi, Ioan Andreescu.

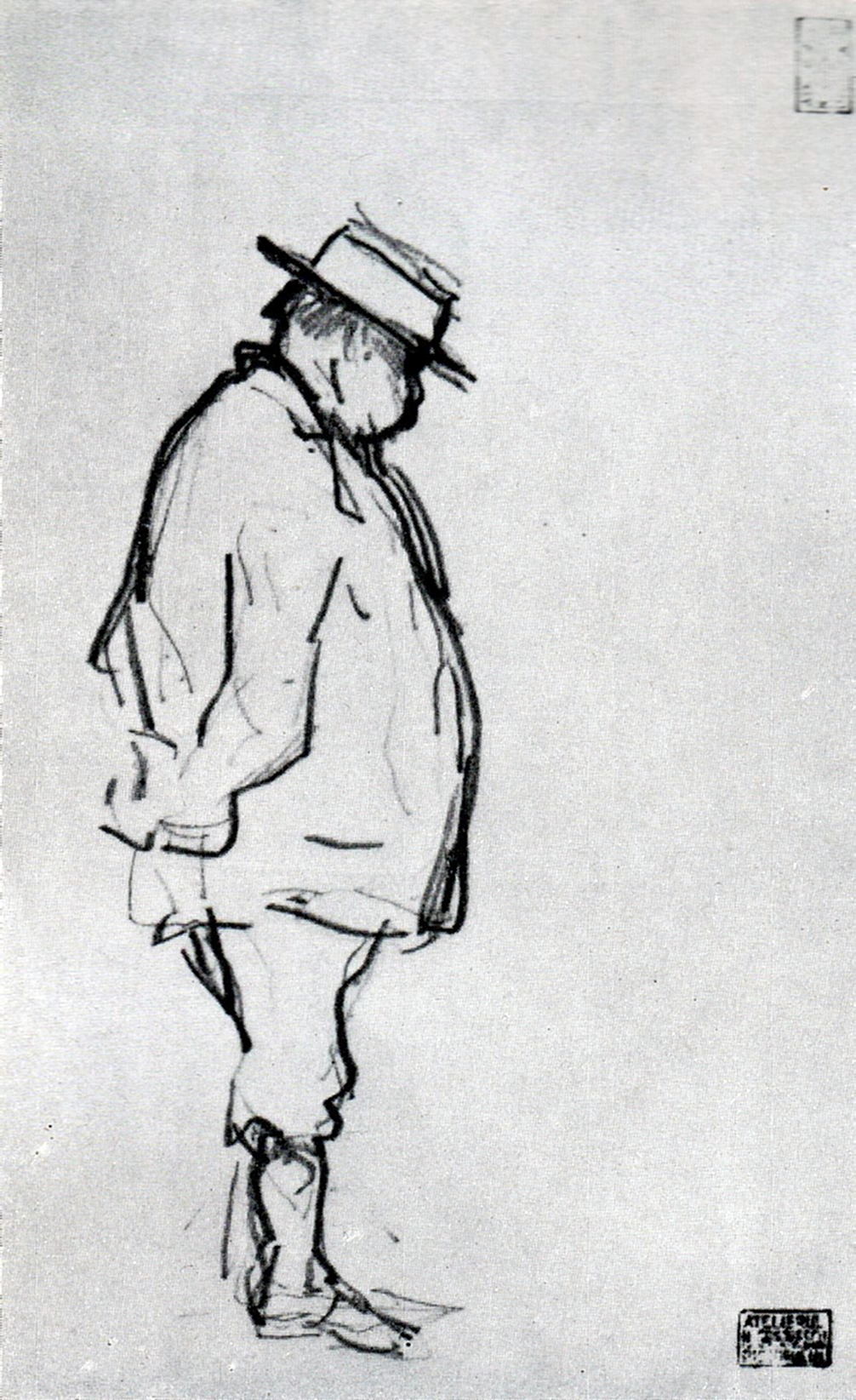
Gheorghe
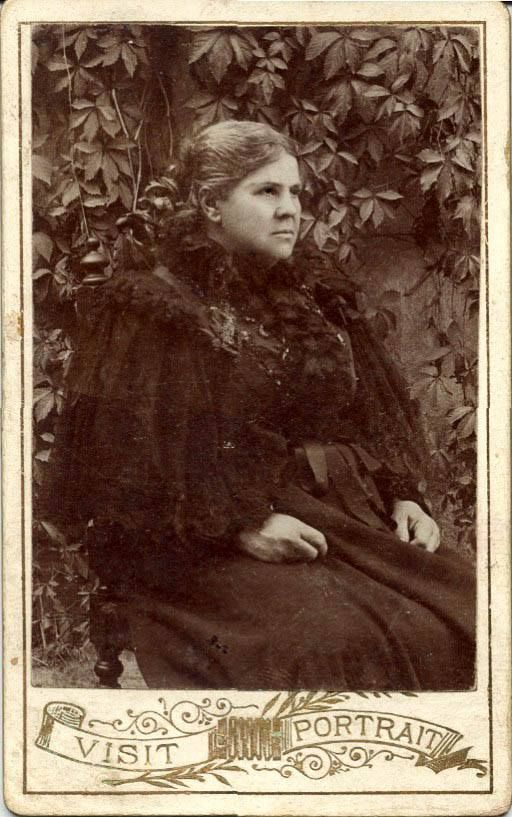
Elena Grigorescu
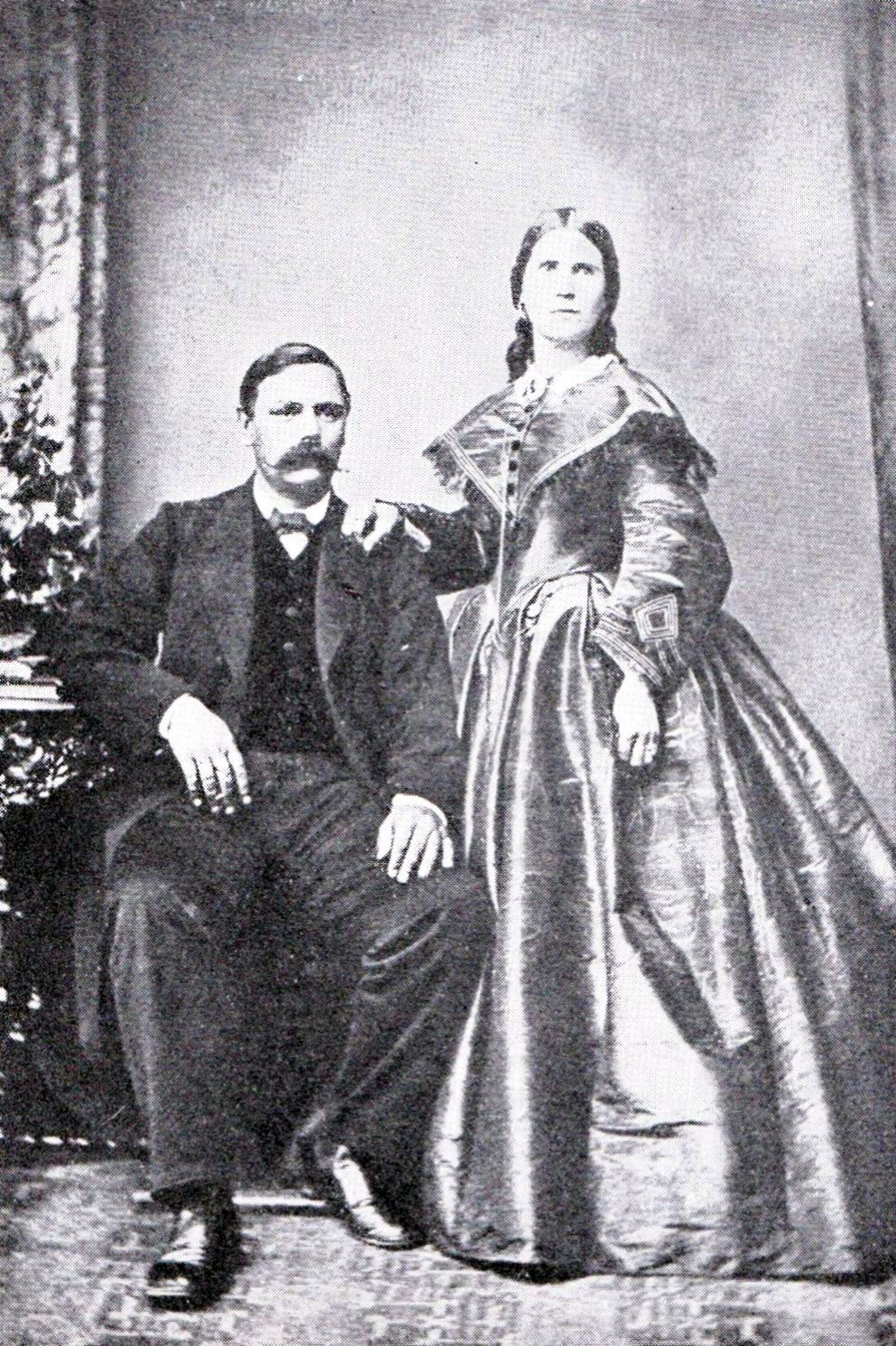
Maria cu soțul
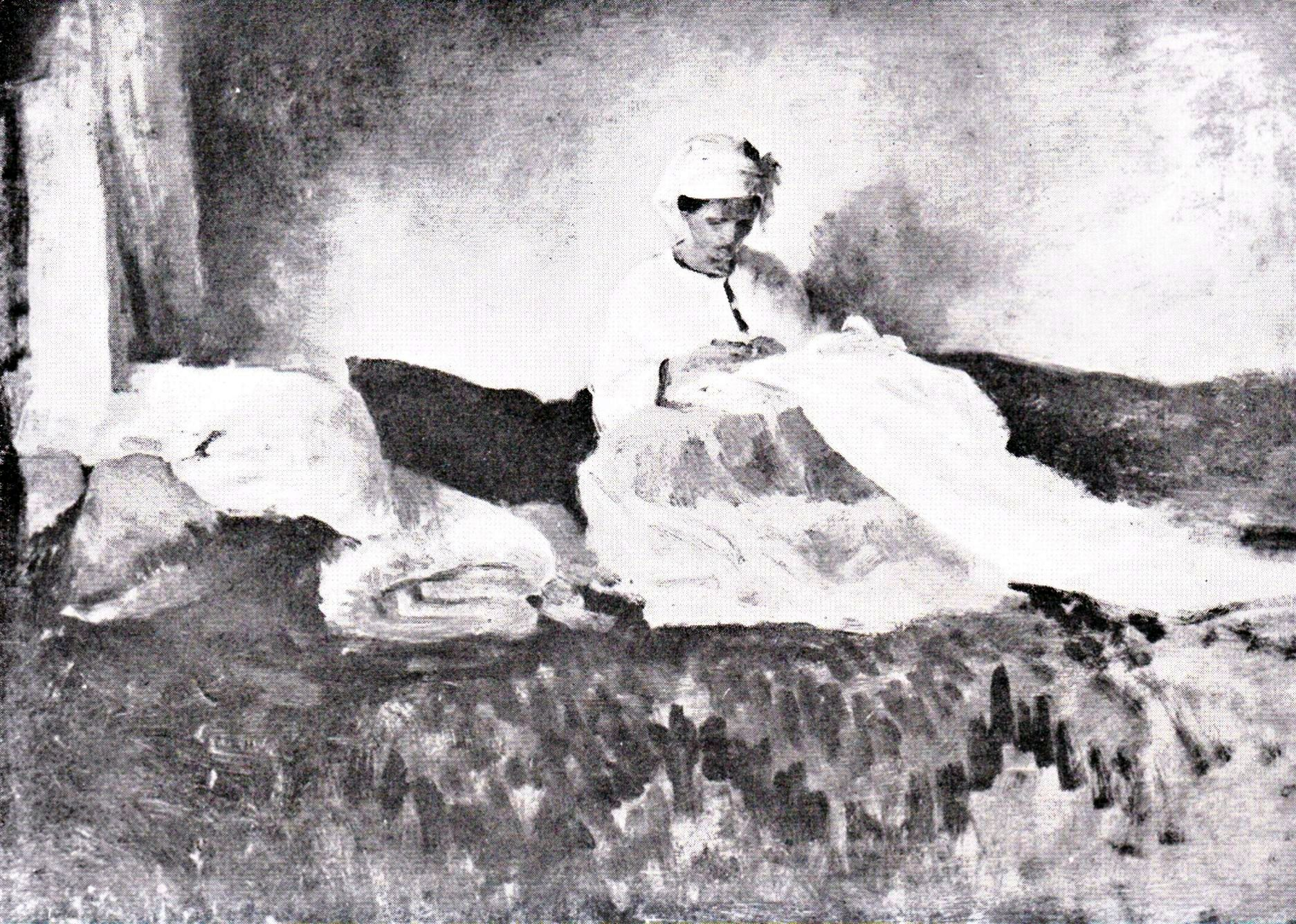
Maria cosând
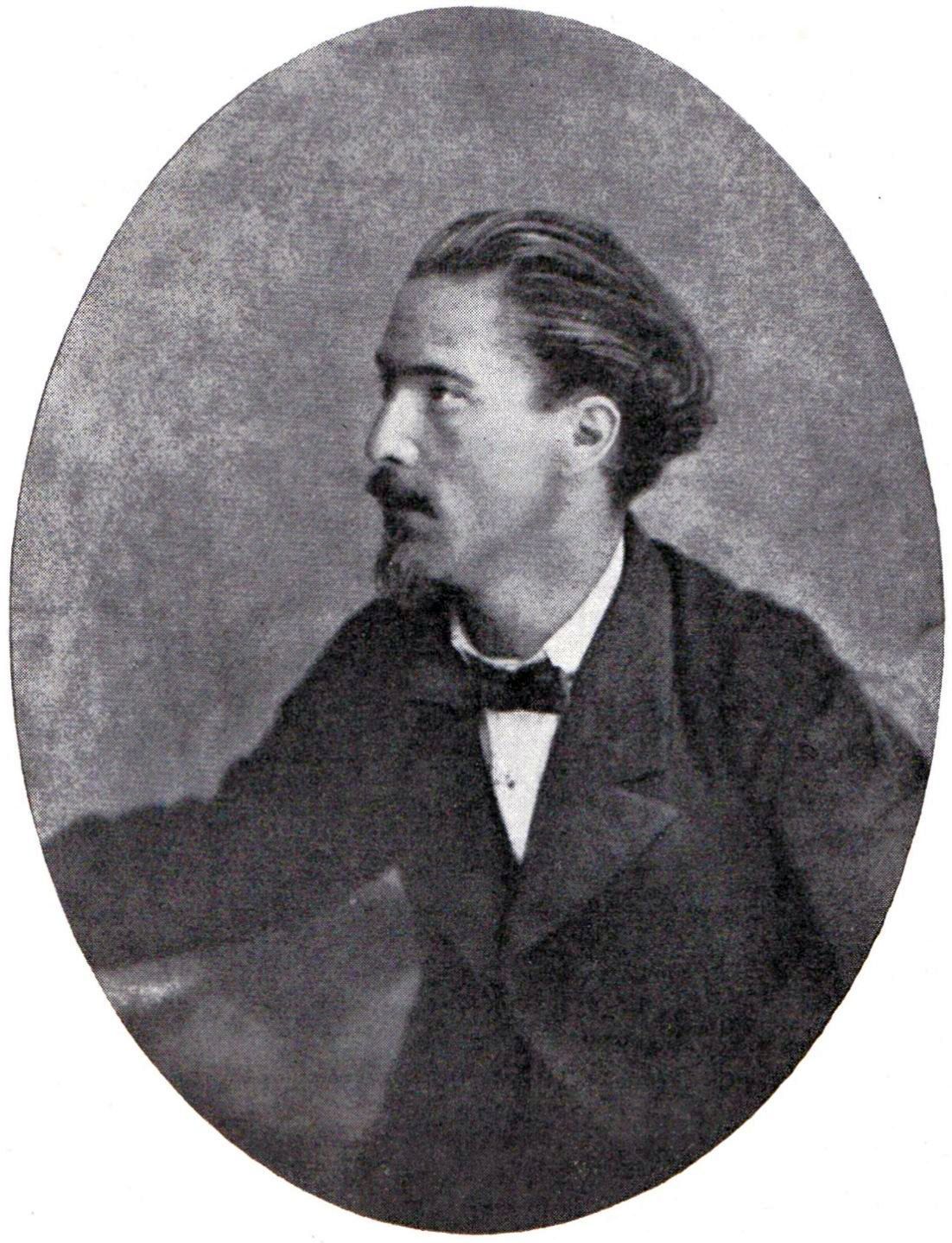
Gheorghe Grigorescu

- 1853 -- împreună cu Niță Pârâiescu a pictat la biserica din Băicoi, șase icoane mari și unsprezece prăznicare. Acestea sunt cele mai vechi icoane care poartă o dată sigură.[4]
- 1855 -- a pictat mai multe icoane pentru Mănăstirea Căldărușani.[7] Acum a primit pentru prima oară porecla[8] de meșterul Nicu[8], astfel a ajuns să se numere printre cei mai căutați zugravi de biserici.[8]
- 1856 -- a făcut demersuri pe lângă autorități pentru a obține  sprijinul pentru a urma cursuri de pictură în străinătate:[8][9]

„Dorința d-a merge în Academia de pictură din Roma spre perfecționarea artei ce esersez mă făcu să îndrăznesc a mă prezenta măriei sale fostului domn Barbu Dimitrie Știrbei cu o mică compoziție intitulată Scăparea stindardului de Mihai Viteazul, arătând totodată și dorința-mi de a mă perfecționa în arta picturii; însă în loc de a mă trimite la Roma, m-a încurajat cu o gratificație în bani, lucru ce nu doream, având de scop a lucra nu pentru bani, ci spre a fi trimes pentru perfecționare, ca să poci și eu o dată a lucra cu cele mai vii coloare vreuna din faptele strălucite ale bravilor noștri părinți.”
---- Florea I. Constantinescu: Două jălbi ale lui N. Grigorescu, în Raze de lumină, 4 (1932), pag. 27 - 28
- 1857 -- a pictat Mănăstirea Zamfira[7] unde l-a cunoscut pe călugărul Isaia Piersiceanu. Împreună cu el a plănuit să plece într-o călătorie în străinătate.[11] Călătoria a fost anulată din cauza îmbolnăvirii călugărului.[11] Tot în acest an s-a prezentat la un concurs pentru obținerea unei burse de studii în Italia. Din cauză că deținea toate documentele necesare, Eforia Școalelor l-a preferat pe Constantin I. Stăncescu care era un elev protejat al lui Gheorghe Tattarescu.[9]
- 1860 -- a pictat Mănăstirea Agapia, timp în care a dat lecții de pictură și desen călugărițelor cu aptitudini artistice.
- 1859 -- s-a realizat Unirea Principatelor române sub Alexandru Ioan Cuza.[9]

„Într-o dimineață ne vine vestea că s-a ales Cuza domnitor în amândouă capitalele. Am lăsat tot, am pus șaua pe cal, și fuga la târg. Atunci am văzut eu ce va să zică bucuria unui popor. Cântece, jocuri, chiote în toate părțile. Îți ieșeau oamenii în drum cu oala plină cu vin; care cum se întâlneau luau vorba de Cuza, de unire, se îmbrățișau și încingeau horă în mijlocul drumului. Și era un ger de crăpau pietrele. Da'unde mai sta cineva în casă? Am văzut bătrâni care plângeau de bucurie.”
---- Alexandru Vlahuță: Pictorul Nicolae Grigorescu, Editura Tineretului, București, 1969, pag. 16
- 1861 -- ajutat de Mihail Kogălniceanu, care i-a remarcat talentul la Agapia, a obținut o bursă de studii la Paris.[9]

- 1862 -- a frecventat, probabil, atelierele de pictură ale lui Charles Gleyre și Sébastien Cornu și în luna martie s-a prezentat la concursul de admitere la École nationale supérieure des beaux-arts din Paris. Vara și-a petrecut-o la Barbizon intenționând să se pregătească pentru una dintre probele concursului de peisaj, organizat de școală.[9]

„Fără să ia parte la luptele dintre diferitele grupuri artistice atât de aprinse în acea vreme, îl atrage sufletul agrest al pictorilor care lucrau aici. Arta tânără și liberă care opunea oricărei reguli stabilite fantezia ei minunată, Grigorescu o pricepe dintr-o dată și simpatizează cu toți acești artiști nebăgați în seamă de marele public. Intransigența acestor răzvrătiți îi reînnoiește temperamentul artistic.”
---- Virgil Cioflec: Grigorescu, Editura Cultura Națională, București, 1925, pag. 15
- 1864 -- a executat copii după mari maeștrii ca Rembrandt, Rubens, Salvator Rosa, Prud'hon sau Géricault și a vizitat marile muzee pariziene. În paralel l-a preocupat pictura de interior și a realizat lucrări cu tematică națională cum au fost Dragoș și zimbrul sau Unirea Principatelor.[9]

- 1864 -- a revenit pentru scurt timp în România, oprindu-se prin Galiția și Moldova unde a desenat schițe și a pictat peisaje specifice locurilor pe care le-a vizitat.[9] Din luna iulie și până în octombrie a călătorit prin țară pentru a strânge materiale documentare în vederea execuției unei lucrări cu subiect românesc pe care o voia probabil s-o prezinte la Expoziția universală de la Paris din 1867.[9]

„Patria noastră prezintă destule subiecte vrednice de studiu, destule frumuseți originale și artistice, spre putea avea locul cu demnitate în galeria oricărui muzeu din lumea occidentală. Mă voi sili cu toată stăruința pe care puținele mele mijloace îmi vor permite, să fiu slabul lor interpret.”
---- Nicolae Grigorescu într-o scrisoare adresată Ministerului Instrucțiunii Publice, 1864
Revenit în Franța, a renunțat la studiile clasice pe care le făcea și s-a alăturat pictorilor de la Barbizon. În paralel și-a perfecționat atât compoziția, cât și mijloacele de expresie a plein-air-ului.
„Anii petrecuți de Grigorescu la Barbizon și Fontainebleau au fost cei mai fecunzi prin îndemnurile primite, prin investigațiile în fața naturii și mai ales prin riguroasa disciplină a meșteșugului pictoricesc. Toată seva picturală, bogată ca o revărsare florală de primăvară în dumbravă, șederii lui în Barbizon i se datorește. Această sevă picturală persistă chiar atunci când, peste ochii pictorului, amurgul vârstei coboară un văl ce estompează culorile șă cerne lumina ca o pulbere peste imaginea naturii.”
---- Francisc Șirato
- 1865 -- s-a deschis la București, prima Expoziție a artiștilor în viață.[12]
- 1867 -- a expus șapte tablouri la Expoziția Universală din Paris. În luna mai a revenit în țară și până în luna septembrie a întreprins călătorii de documentare la Căldărușani, Târgoviște, Câmpulung și Rucăr.[12]

„În deplină posesie a mijloacelor artei sale, cu o libertate și o siguranță fără greș, el pictează acum câteva dintre operele sale cele mai pline de adevăr și de emoție: Bărăția din Câmpulung, Scara de la Căldărușani, Maternitate, Mocanul. Paleta lui, sobră încă, știe de fiecare dată să se adapteze subiectului, să-i smulgă, prin tonurile și accentele cele mai juste, întreaga poezie. Concepția ca și factura lui au în anii aceștia o gravitate, o profunzime pe care pictorul le-a părăsit uneori, mai târziu, pentru un farmec poate mai de suprafață.”
---- Mircea Popescu: N. Grigorescu, seria Arta pentru toți, Editura Meridiane, București, 1962, pag. 11
Prelungindu-i-se bursa, a revenit în Franța.

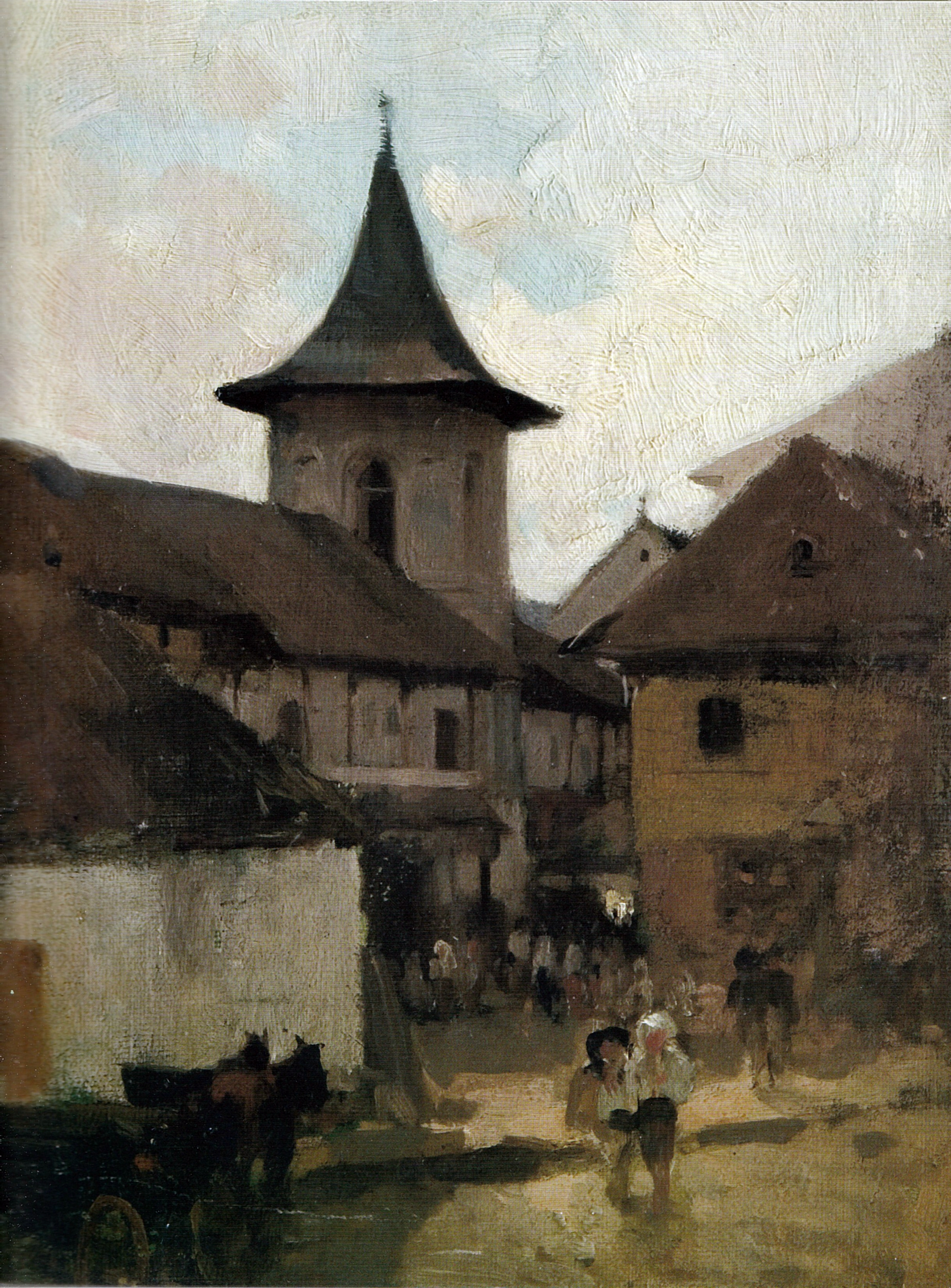
Bărăția din Câmpulung
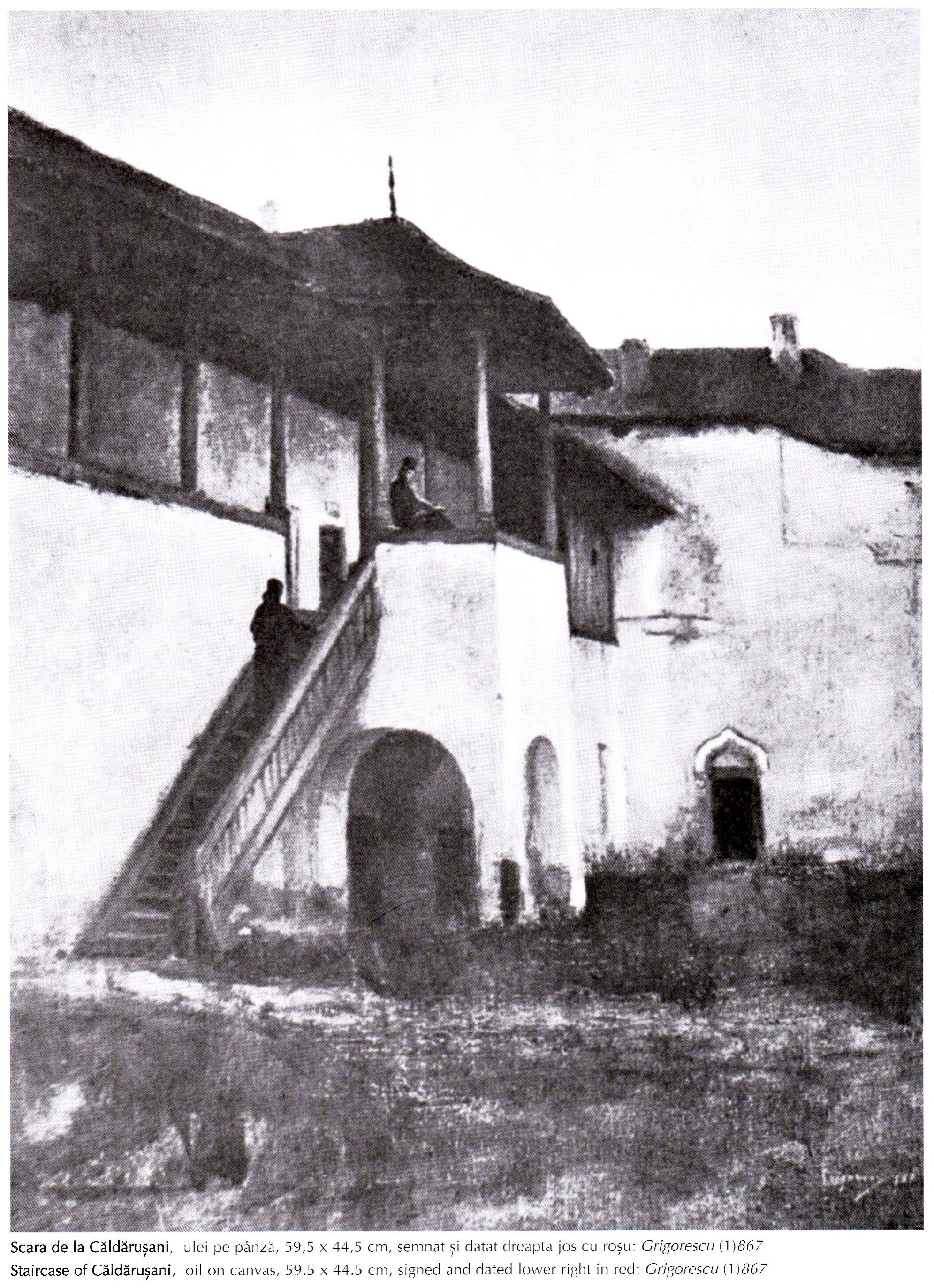
Scara de la Căldărușani
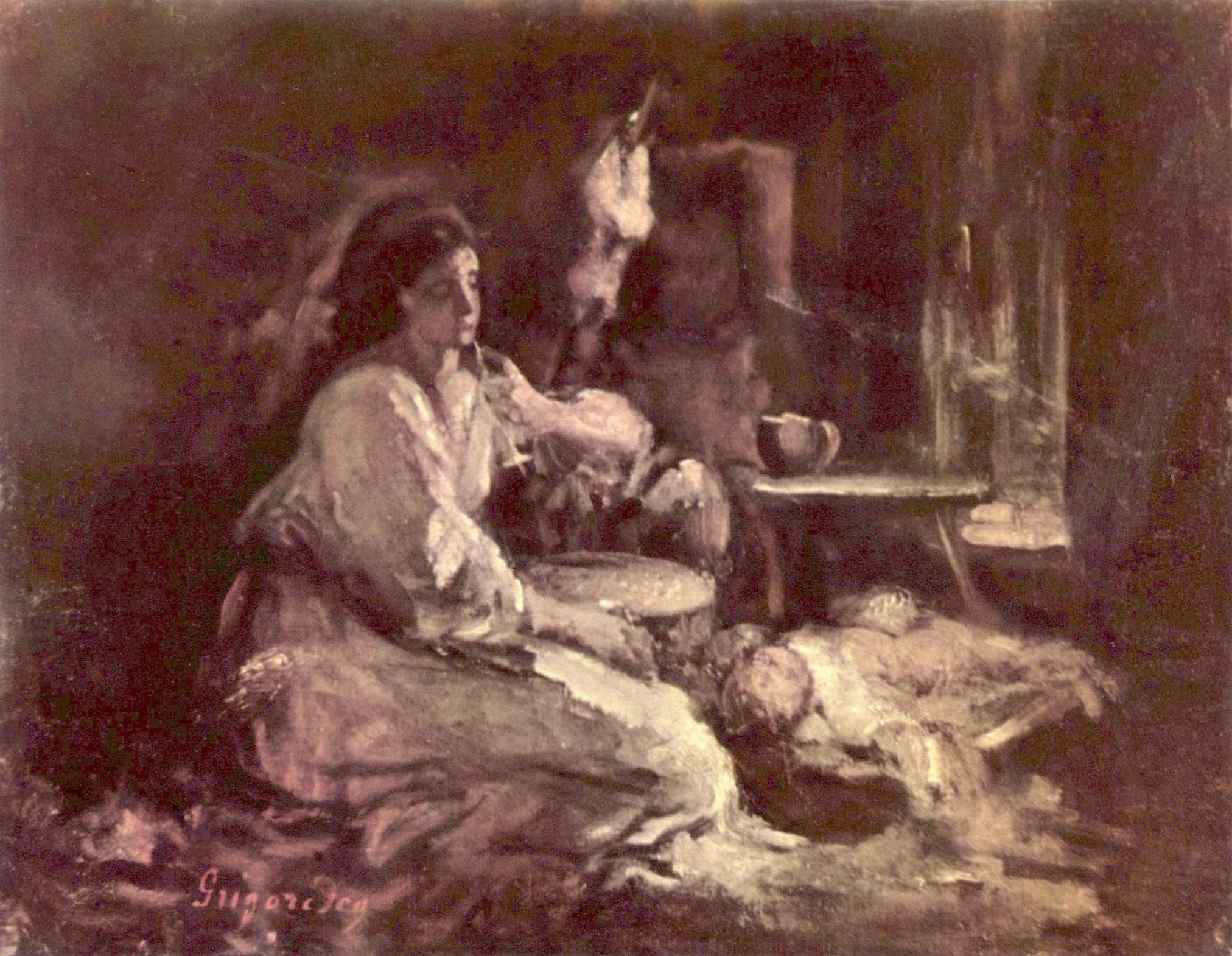
Maternitate
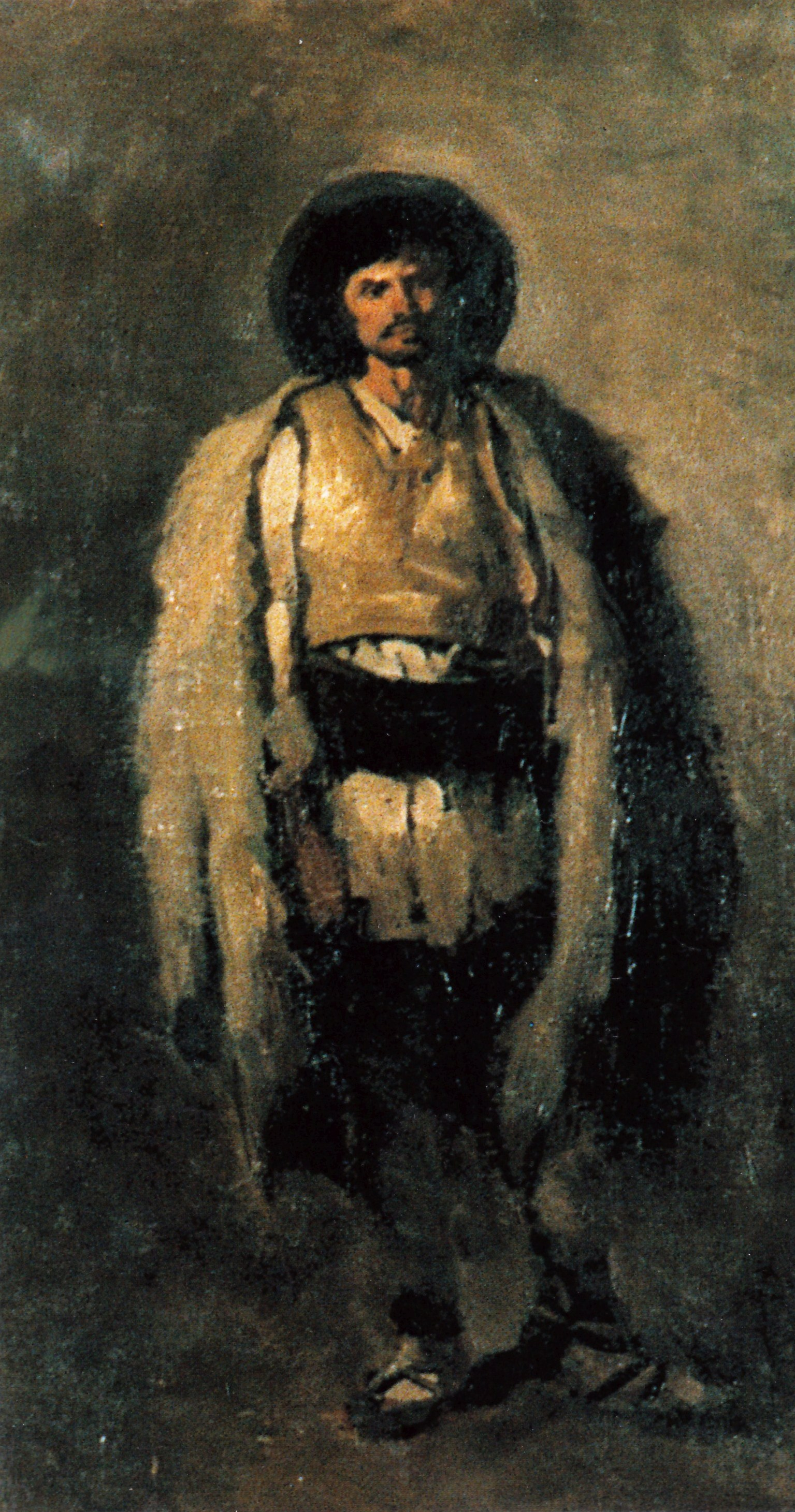
Mocanul
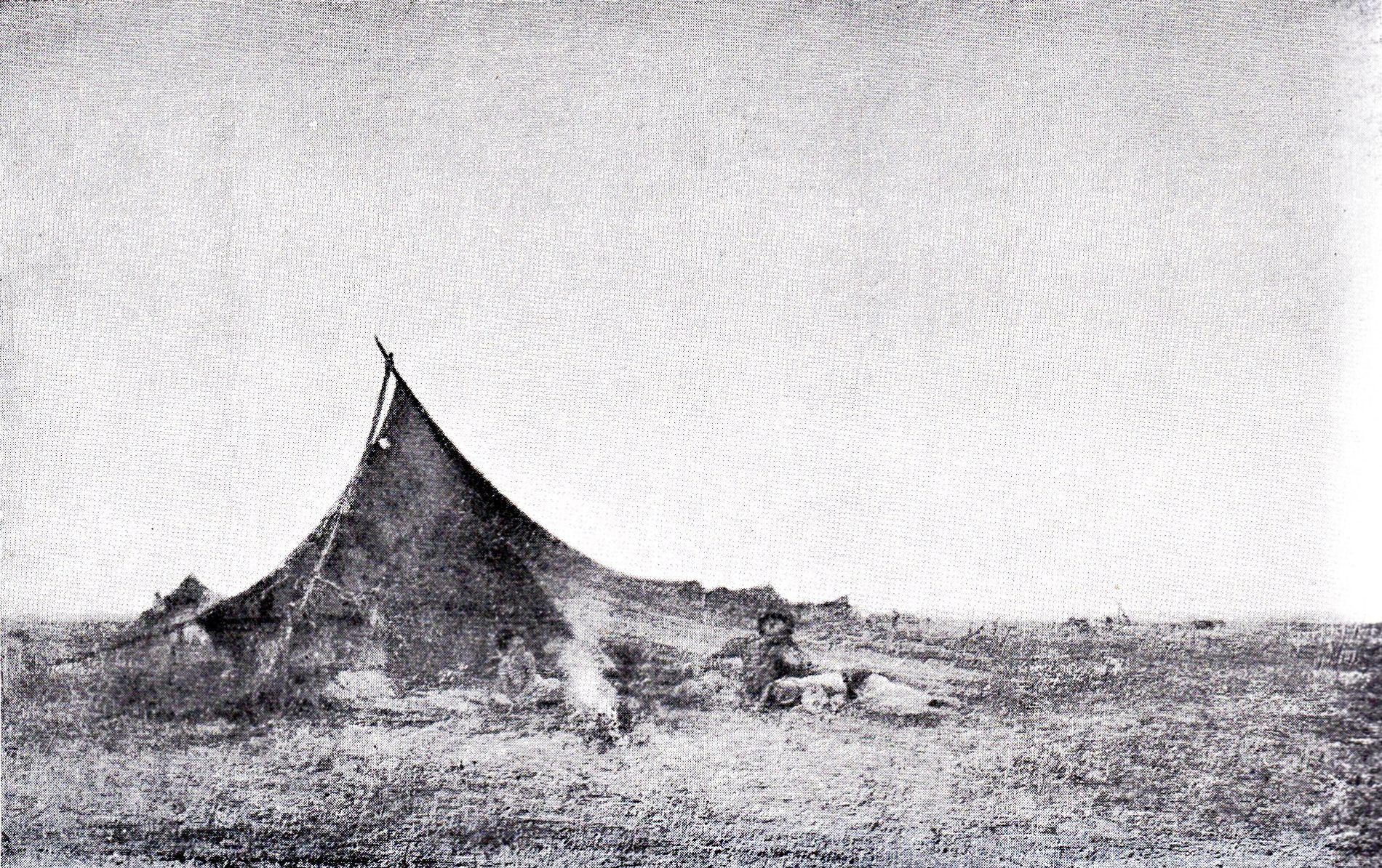
Corturi de țigani la apusul soarelui

- 1868 -- a fost invitat să participe la expoziția pictorilor din Barbizon, de unde împăratul Napoleon III i-a cumpărat tabloul O glastră cu flori. În primăvară a expus lucrarea Tigancă tânără pentru prima dată la Salonul din Paris. La București s-a deschis cea de a doua Expoziție a artiștilor în viață. La Ștefănești, județul Botoșani, s-a născut Ștefan Luchian.
- 1869 -- a expus două tablouri la Salonul din Paris, Vânat și Corturi țigănești. În luna mai a revenit în țară. Cotidianele vremii au anunțat această revenire cu cuvinte măgulitoare.

„Domnul Grigorescu, ca toți poeții artiștii mari, se servă de motive neînsemnătoare ca să producă impresiuni neșterse. Desișul pădurilor și întinsul luciu al apelor staționare, un colț de stâncă sau o turmă care paște, boii ce duc plugul prin făgașele țelinoase sau femeia care toarce în fundul modestei sale căsuțe, iată în general subiectele principale pe care iubește domnul Grigorescu a le trata de preferință. Dar cine nu știe că cu cât motivul ce tratează artistul este mai simplu, cu atât dificultățile ce trebuie a învinge pentru a impune opera sa admirațiunii publice sunt mai mari.”
---- Constantin I. Stăncescu
În toamnă, fiind bolnav, este îngrijit de doctorul Carol Davilla, cu care va rămâne în strânse legături.
- 1870 -- a obținut medalia de aur pentru portretul banului Năsturel Herescu la Expoziția artiștilor în viață.

„Alături de artiștii care și-au expus operele la ultimele expozitii a venit să se așeze de astă dată cu un succes eminent dl. Grigorescu, discipol al școlii franceze (mai drept vorbind, am zice noi, al lui însuși), aducând înaintea noastră un gen nou, care cu vremea va da roade fericite pentru .școala românească.”
---- Theodor Aman
- 1871 -- s-a născut la Iași, Theodor Pallady.[12]
- 1872 -- nu a participat la următoarea Expoziție a artiștilor în viață, dar unele dintre lucrările pe care le-a realizat le-a expus în vitrina magazinului lui Alexis Gebauer de pe Podul Mogoșoaiei.[12]

„Am văzut Țiganca dtale — îi scrie de la Ghergani, în luna februarie, Ion Ghica — și permite-mi să-ți exprim toată admirația mea și regretul de a nu putea deveni pentru moment posesorul ei. Dacă aș avea parale și dacă recolta ar fi mai puțin compromisă, aș face-o bucuros ...”
---- Ion Ghica
În cele din urmă, Ion Ghica achiziționează Tiganca de la Ghergani pentru 100 lei, cel mai mare preț ce se plătise până atunci pentru o pictură românească. S-a născut, la Tecuci, Gheorghe Petrașcu.
- 1873 -- a expus 146 de tablouri la expoziția organizată de Societatea amicilor bellelor-arte din România.[13]

„La începutul lui ianuarie 1873 [s-a deschis] expoziția „Societății amicilor bellelor-arte", importantă retrospectivă de opere românești și străine, provenind din mai toate colecțiile particulare existente pe vremea aceea la noi. [. ..] În expoziția din 1870, Grigorescu se manifestase cu oarecare rezervă. Menajând prejudecățile publicului și mentalitatea forurilor oficiale, el evitase să pună un accent deosebit pe aspectele din natură. Expoziția de acum depășea cu mult în semnificație ceea ce prezentase cu trei ani în urmă. Nu era vorba numai de proporția expunerii, ci și de complexitatea unei viziuni ce punea în valoare modalități nebănuite și deschidea noi orizonturi picturii noastre, mai ales în domeniul încă atât de puțin explorat al peisajului. [. .] Sosit la București cu prilejul vacanței de iarnă și vizitând expoziția, Andreescu încerca pentru prima oară ceva din emoția pe care ți-o dă un muzeu. [.. .] Acum, în fața sutelor de tablouri cu expresii variate, chiar dacă nu toate desăvârșite, chiar dacă numai în parte reprezentative pentru o școală sau alta, ochiul său pătrundea tainele marii creații. Avea în sfirșit revelația resurselor vaste de care dispunea pictura, a puterii ei de sugestie, impresiona mai ales arta lui Grigorescu, atât de proaspătă, de liberă în expresie, de plină de sentiment.”
Radu Bogdan
În toamnă, Grigorescu a plecat în Italia, trecând prin Viena, unde s-a deschis Expoziția universală care cuprindea în secția consacrată României și câteva dintre pânzele sale. S-a născut la București, Dimitrie Paciurea.
- 1874 -- a revenit în țară, prin Grecia și Constantinopol.[12] În a doua jumătate a anului a vizitat împrejurimile Bacăului și a pictat Bâlciul de la Bacău și Evreul cu caftan. A participat la a doua ediție a expoziției Societății amicilor bellelor-arte.[13]
- 1876 -- a participat la a treia ediție a expoziției Societății amicilor bellelor-arte cu tablouri pictate în Italia și la Bacău.[13] La sfârșitul verii a plecat din nou în Franța.[13] A pictat pentru prima oară la Vitre.[13] La Paris a locuit în același imobil cu doctorul Georges de Bellio (românul George Bellu, stabilit demult în Franța),  cel care era proprietarul uneia dintre cele mai însemnate colecții de artă modernă, în care se afla și pânza lui Claude Monet, Impression, soleil levant.[13] La Hobița s-a născut Constantin Brâncuși.[13]
- 1877 -- s-a născut la Craiova, Francisc Șirato.[13]
- 1877 -- la chemarea guvernului român, Grigorescu a revenit în România și a plecat pe frontul Războiului de Independență al României, în calitate de reporter artistic, alături de Carol Popp de Szathmary, Sava Henția și G.D. Mirea.[13]

„Grigorescu a asistat la toate etapele campaniei, cu excepția celei din urmă, culminând cu Lupta de la Smârdan, căruia-i va închina totuși marea sa compoziție terminată în 1885. Cea mai cunoscută dintre operele inspirate artistului de războiul independenței nu este dealtfel, cu excepția unor detalii admirabile, și cea mai reprezentativă. În cele câteva pânze și în sutele de desene executate sub impresia imediată a frontului, el atinge însă una din culmile cele mai înalte ale artei sale. Mândria de a descoperi eroismul celor mulți și umili, de care s-a simțit întotdeauna atât de aproape, mila nesfârșită în fața suferinței și a morții deschid în sufletul artistului noi izvoare ale sensibilității. Convinsul realist, discipol, în tinerețe, al pictorilor de la Barbizon și al lui Courbet, găsește astfel în realitatea tragică a războiului prilejul unei experiențe unice, care solicită excepționalul său dar de observație, îi impune o disciplină obligă a-și adapta și, în desen mai ales, aproape a-și reinventa tehnica. De aici drumurile sale necurmate pe front și, în ciuda unei sănătăți mereu precare, dorința sa de a participa la lupte, de a culege, cu riscul vieții uneori, adevărata imagine a războiului.”
---- Remus Niculescu
- 1878 -- a definitivat și a prezentat publicului lucrările inspirate de războiul de independență.[14]

„Reputatul nostru artist, dl. Grigorescu, care a urmărit armata românească în campania peste Dunăre, a început a expune dintre tablourile sale lucrate după schițele militare ce a cules în Bulgaria. Întâiele două tablouri sfârșite sunt expuse la magazinul de muzică Gebauer, Calea Mogoșoaiei. Unul înfățișează „Un transport de provizii pentru armata românească, prin mijlocul nămolurilor și mlaștinilor Bulgariei"; celălalt înfățișează „O năvală de tunuri și călărime românească la atacul Opanezului". E de prisos a mai aduce laude deosebitului talent al d-lui Grigorescu; destul e să spunem că și aceste din urmă două tablouri nu dă de minciună penelul din care a ieșit Un iarmaroc în Moldova.”
---- Mihai Eminescu
La sfârșitul acestui an, Ion Andreescu a plecat să studieze în Franța.
- 1879 -- Nicolae Grigorescu s-a aflat din nou la Paris, unde și-a păstrat atelierul până după anul 1890. În timpul verii — și în anul următor — a lucrat împreună cu Ion Andreescu la Barbizon.

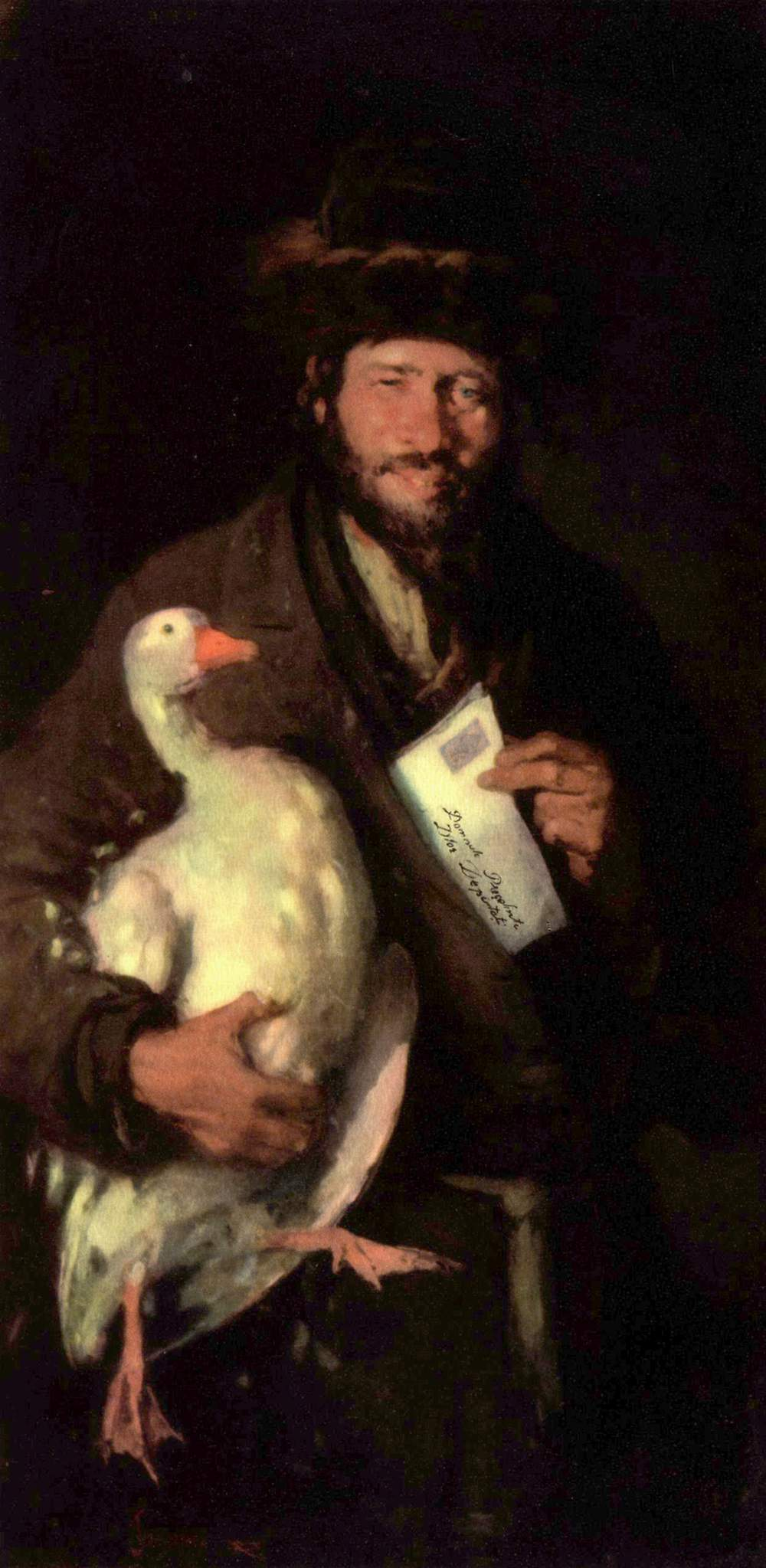
Evreu cu gâsca

- 1880 -- Salonul din Paris a expus lucrarea Evreu cu gâsca. La Galați s-a născut, Camil Ressu.[14]
- 1881 -- Grigorescu s-a hotărât să vândă toate lucrările pe care le mai avea și să plece din țară din cauza atitudinii ostile a autorităților (ref. Nicolae Petrașcu).[14] Ca urmare a organizat o expoziție personală unde a vrut să-și vândă toate tablourile. A participat în paralel la Expoziția artiștilor în viață unde a prezentat câteva opere importante, printre care portretul avocatului Atanasiade, cunoscut sub titlul Vechilul. Ion Andreescu s-a întors definitiv în România.[14]

„Între anii 1881 și 1887, Grigorescu lucrează alternativ în țară și în Franța, cu predilecție la Vitre, mic târgușor medieval din Bretania, orășel cu ulițe strâmte, prinse între clădiri vechi, cu acoperișurile ascuțite ca o glugă, cu o populație rămasă la tradițiile patriarhale de omenie și bună înțelegere, unde găsește reculegere și dispoziție la lucru. El a pictat acolo tablouri vibrante ce răsar din frenezia penelului, din scăpărarea petelor de colori, apărând destrămate uneori ca perlele unui colier de mărgăritare când le privești de aproape, luând însă formă la distanță și reconstituindu-se plastic, cum ar fi Fetița bretonă, ce vine în plin soare, Pe plajă la Granville, câteva marine din Bretania, case la Vitre etc.”
---- Krikor H. Zambaccian
- 1882 -- în aprilie, Andreescu a expus împreună cu alți artiști în sala Stavropoleos din București peste 60 de tablouri. La 22 octombrie/3 noiembrie, Ioan Andreescu s-a stins din viață.[14]
- 1885 -- Grigorescu a terminat Atacul de la Smârdan, tablou care-i fusese comandat de  către primăria Bucureștiului.[14] A expus peste 60 de lucrări la Intim-Club, printre care numeroase desene și uleiuri inspirate de războiul de independență.[14]
- 1886 -- a expus din nou la Intim-Club. Se nasc Nicolae Tonitza și Ștefan Dimitrescu.[15]
- 1887 -- presa franceză îi elogiază lucrările pe care le-a expus la Martinet din Paris.[15]

„Publicul parizian s-a oprit [...] dinaintea unei expoziții în care se află un număr de tablouri de o originalitate și de o virtuozitate rară. Aceste lucrări sunt semnate cu numele Grigorescu. Cunoașteți cineva pe acest artist? Fără îndoială, nu, căci el este un modest, un muncitor neobosit, un om ce nu știe ce e reclama. Văzând nota sa viguroasă, lumina tablourilor sale și fermitatea penelului cu care lucrează, îmi închipuiam că am a face cu un om tânăr, un cutezător de 25 de ani, căruia nu-i e teamă să spuie tot ce gândește. Mă găsii în fața unui om blând, mai tânăr în privire, ce e dreptul, o privire de o vioiciune pătrunzătoare care vorbea de arta sa cu o pasiune pe care mulți tineri ar fi invidiat-o și cu un respect pe care puțini îl cunosc.”
---- Arsene Alexandru
Întorcându-se în țară, a deschis la palatul Eforiei o expoziție încununată de succes. În timpul verii a început să lucreze pe valea Prahovei, la Posada, unde a revenit și în anii următori.
- 1889 -- a expus la Expoziția Universală din Paris și la Salonul Ateneului Român, de curând inaugurat.[15]

„Grigorescu este rău reprezentat în Salonul de estimp. E greu să-1 judeci drept dupe câteva pânze, aduse din întâmplare. De aceea e cu mult mai drept să vorbesc în genere despre el decât despre pânzele de la Salon. [...] Grigorescu este cel dintâi pictor român care a făcut adevărată pictură. După el au sosit alții, alții cari vor să-i treacă înainte, dar, până acum câțiva ani, era singurul pictor în țara românească. Și tocmai fiindcă nu mai era altul, Grigorescu a făcut de toate : numărul pânzelor lui este peste măsură de mare, și sublectele sânt atât de variate, încât mai-mai că nu a rămas subiect netratat de el. [...] A parcurs întreaga gamă a naturei: de la natura moartă până la om, în compoziții mari. A parcurs întreaga gamă a procedeurilor, de la câteva linii cu creionul, până la culoarea groasă, pusă cu latul cuțitului. [...] Și să nu se ia în nume de rău aceste constatări. Nu, de loc. Această infinită varietate de subiecte, de procedeuri și de manieri, la urma urmelor, dovedesc un temperament viu, bogat, impresionabil, un temperament de artist de frunte, care s-a risipit în toate, dar care a izbutit să facă pe români să știe că există o artă cu numele de pictură.”
---- Barbu Ștefănescu Delavrancea
- 1891 -- a deschis o expoziție personală la Ateneul Român.[15]

„Dar iată că tablourile îi umplu iar atelierul. Îmbelșugata recoltă de minuni cere o expoziție. Calvarul unei expoziții. În toată vremea pregătirilor, pictorul e în friguri. Își aduce de la Paris modele de rame, a căror executare imperfectă este izvorul celor dintâi nemulțumiri. Vine apoi chestiunea sălii. De astă dată însă — și de aici înainte — Ateneul Român, construcție nouă, dă picturii o sală anume pentru expoziții. Așezarea fiecărui tablou în lumina în mediul care-i convine cere o muncă de mai multe zile, în care pictorul e în picioare de dimineața până seara, măsurând și desfăcând „panouri" , căurind „cu multă grijă, locul fiecărei note în simfonia aceea de culori.”
---- Alexandru Vlahuță: Pictorul Nicolae Grigorescu, Editura Tineretului, București, 1969, pag. 75
Este anul în care-și cumpără la Câmpina, o casă și își aranjează aici atelierul. Ștefan Luchian a plecat să studieze la Paris, unde s-a înscris la Academia Julian. Tot în acest an a murit Theodor Aman.
- 1894 -- anul în care Gheorghe Tattarescu a trecut în neființă.[15]
- 1895 -- a deschis o nouă expoziție	personală la Ateneul Român.[15]

„În dimineața zilei de 17 aprilie — o zi frumoasă, cu ceva sărbătoresc în aer — Grigorescu deschisese o expoziție la Ateneu, fără invitații și fără reclamă, cum era obiceiul lui. Afară, pe zidurile clădirii, nici un afiș. Abia pe ușa sălii de expoziție un afiș cu numele lui. În colțul de lângă prima fereastră, Grigorescu în picioare, palid, ras, curat, într-un costum cenușiu, cu un calm vast în înfățișare care acoperea cu greu pulsul unui suflet agitat. Ușa scârțâia la intervale, intra sau ieșea un vizitator. Pe cele trei ferestre mari, soarele inunda sala, aruncând deasupra tablourilor o lumină aurie ce le deschidea ca pe niște flori, le transfigura crescându-le farmecul. [...] Ce fură pentru mine cele două ore petrecute acolo nu le voi uita niciodată. Când voii să ies, mă apropiai timid de Grigorescu, îi spusei ce simțeam în fața tablourilor sale, îl felicitai emoționat. El mă privi puțin, cu ochii aceia care puseseră atâta frumusețe în tablourile ce mă înconjurau, îmi mulțumi cu simplitate și se uită încă după mine când mă depărtai ...”
---- Nicolae Petrașcu
- 1896 -- a pictat unele dintre cele mai cunoscute lucrări — Luminișul și Printre dealuri și muscele.[16]

„De când Grigorescu se mută la Câmpina, biografia lui e un izvor de apă limpede pe care toți îl cunosc. Se așază definitiv în mica lui căsuță pitulată între dealuri. Își vede de lucru, căci iubitor mai mare de singurătate rar s-a văzut. O viață întreagă nu s-a plâns că e ostenit. Cât a trăit n-a pierdut o singură zi fără să o închine muncii. Când zorile îmbobociau ferestrele, Grigorescu sprinten era în mijlocul ogrăzii înverzite cu troscot. [...] Grăbit, cu sculele adunate de cu seară, ieșea pe poartă. Mărunțel, strângând din umeri, așa cum umblă oamenii de la munte, o lua în sus pe apa Câmpiniții. Urca potecile pe lângă mesteacăni, se suia cu ei, cobora cu ei, îi mângâia ...”
---- Virgil Cioflec: Grigorescu, Editura Cultura Națională, București, 1925, pag. 35
A luat parte la inaugurarea Expoziției artiștilor independenți, manifestare de protest împotriva artei oficiale și de afirmare a principiilor unei arte independente. 
- 1897 --  a deschis o expoziție personală la Ateneul Român. [16]

„În ultimul deceniu al secolului, faima lui Grigorescu ca pictor național crescuse considerabil. El devine figura în jurul căreia se concentrează mișcarea noastră artistică. Numele său este rostit cu admirație de oricine se interesează de pictura românească, trece din sălile de expoziție în opinia publică. Presa se ocupă de el cu interes, dacă nu întotdeauna cu pătrundere. El are motiv să fie mulțumit. Mulțumirea aceasta nu este deplină. Ea îl face să se gândească adesea la trecut, la începutul carierei sale, la dificultățile întâlnite până să poată pleca la Paris, la primul său contact cu țara, în epoca imediat următoare întoarcerii: „... Regret timpul prețios ce am pierdut. Dacă statul mi-ar fi făcut măcar un modest atelier acum câțiva ani, când abia aveam cu ce trăi, dar când eram în putere, câte pânze de valoare pentru neamul nostru n-aș fi făcut. Ce aș fi lăsat după mine! Așa, a trebuit să fac, cum puteam, pânze pe o sută, două de lei și am pierdut un timp neprețuit cu care nu mă voi mai întâlni”.”
---- George Oprescu: Nicolae Grigorescu, 2 vol. București, 1961 - 1962, vol. II, pag. 248
„Tulburările de vedere, care începuseră să-l îngrijoreze încă de prin 1887, se accentuează. Încețoșată, privirea lui făcea ca înseși peisajele să capete o anumită nebulozitate, poetică ce e drept și uneori asemuitoare câmpiilor noastre dunărene estompate într-un colbuit amurg de vară. Pictate aproape fără contur, în culori diluate, reduse la tonalități alburii, tablourile lui păreau a fi presărate cu o pulbere argintie, cu un dalb zăbranic ce le da acel aspect cețos care va îndreptăți pe istoricii de artă de mai târziu să denumească această perioadă „albă". În contrast cu epoca tinereții și a maturitătii, când paleta pictorului era de o viguroasă bogăție cromatică.”
---- Barbu Brezianu
- 1898 -- Grigorescu s-a numărat printre membrii comitetului de onoare cu ocazia primei expoziții a Societății Ileana, cât și printre expozanți.[16]
- 1899 -- a fost desemnat ca membru al Academiei Române. Nicolae Grigorescu a fost primul artist plastic care a devenit membru al Academiei.[16] A fost invitat în acest an să participe la Expoziția universală de la Paris, dar s-a retras în ultimul moment fiind nemulțumit de locul rezervat tablourilor sale.[16]
- 1900 -- a deschis expoziție personală la Ateneul Român.[16]
- 1901 -- a deschis expoziție personală la Ateneul Român.[16]
- 1902 -- a deschis expoziție personală la Ateneul Român.[16]
- 1904 -- a pictat la Agapia și Văratec.[16] Și-a construit o casă în marginea dinspre răsărit a Câmpinei, o casă care era pentru el un liman departe de orice zgomot, oferindu-i liniștea, atât de iubită și atât de prielnică viziunilor sale de artist.[16] (Nicolae Petrașcu)
- 1904 -- a deschis ultima expoziție personală la Ateneul Român.[16]

„Sub mina dibace a maestrului, lucrurile prind o viață, o căldură ce se traduce la suprafața tabloului prin mii de scânteieri care prin imperceptibila lor radiere te fascinează, te pironesc locului, că te minunezi mereu d-atâta iscusință, d-atâta frumusețe. Câteodată nu-ți vine să crezi că ceea ce e acolo e obținut numai cu simplele unelte de care dispune un pictor; îți pare că un ușor fâlfâit de aripă a împrăștiat culoare în tonuri din ce în ce mai diafane, din ce în ce mai confuze. Astfel peisajele se-nvăluie într-o haină de lumină ale cărei unde mângâie privirea, comunicând sufletului impresiuni străine lui pân-atunci, cu seninătatea lor feciorelnică, chipurile țărăncilor te atrag de la distanță cu sufletul cald ce palpită sub rețeaua genelor lor mătăsoase. Cu totul personală, tehnica savantă a maestrului are variațiuni redate cu o uimitoare îndemânare.”
---- Apcar Baltazar
Constantin Brâncuși a sosit la Paris și s-a înscris la Școala de arte frumoase.
- 1906 -- are loc Expoziția Retrospectivă de la București organizată de Nicolae Grigorescu.[17]
- 1907 -- la 21 iulie se stinge din viață, la Câmpina, lăsând neterminată pe șevalet ultima sa pânză. — Întoarcere de la bîlci.[17]

„Una din cele mai mari și mai curate glorii ale patriei și neamului, un mare erou modest al artei, un uriaș lucrător, un intim al naturii cu care vorbea de-a dreptul fără învățător și tălmaci, cu suflet românesc de o energie și lumină geniale au dispărut. Marele Grigorescu nu mai este. Și-ți pare în împrejurări de acestea ca și cum o mină pizmașă s-ar repezi asupra mantiei de glorie și onoare a țării tale și ar smulge, pentru a nu-l mai dă niciodată înapoi, unul din cele mai curate mărgăritare ce o împodobeau.
---- Nicolae Iorga
„Se leagănă în pas agale
Un mândru car purtat de boi:
 Te duc pe ne-nturnata cale
albi ca neaua amândoi.
Pe unde treci un vânt dă viață
Și-mbină felurimi de flori,
 Precum ți se schimba la față
Paleta-n sute de culori.
Și-acum, când carul se oprește
 Și plâng tălăngile-n ecou,
Natura parcă retrăiește
Cel de pe urmă-al tău tablou.”
---- Dimitrie Anghel și Ștefan Octavian Iosif)